# Gammaastronomie
Gammaastronomie oder Gammastrahlen-Astronomie ist die Erforschung des Weltraums mittels Gammateleskopen. Aufgrund des viel höheren Energiebereichs der Gammaquanten (> 500 keV) im Vergleich zu sichtbarem Licht (~ 1 eV) und damit einhergehend auch der z. T. völlig unterschiedlichen Ursachen, erlaubt die Gammaastronomie Einblicke in neue Phänomene im Universum, insbesondere gewaltige Explosionen und Kollisionen von Sternen und anderen Himmelskörpern. Die Gammaastronomie öffnete somit ein Fenster in ganz andere Bereiche der Astronomie.

## Grundlagen

### Weltraumgestützte Gammaastronomie
Dieser Zweig der Astronomie ist noch relativ jung, da es auf der Erde nicht möglich ist, Gammastrahlen aus dem Weltraum aufzufangen, da diese von der Erdatmosphäre absorbiert werden. Wissenschaftler, die Gammastrahlenquellen im Weltraum untersuchen wollen, müssen sich deshalb auf entsprechende Observatorien verlassen, die auf Satelliten die Erde umkreisen.
Es ist jedoch auch außerhalb der Erdatmosphäre nicht möglich, Gammastrahlenquellen wie im sichtbaren Licht mittels eines Linsen- oder Spiegelteleskops zu beobachten, da diese hochenergetischen Strahlen nicht von Linsen gebrochen und nicht von Spiegeln reflektiert werden. Man verwendet daher sandwichartig übereinander gelagerte Szintillationszähler, bei denen beim Durchgang eines Gammaphotons durch ein bestimmtes Material Lichtblitze erzeugt werden: Die Lichtblitze werden durch Halbleiter-Photomultiplier gemessen, wobei ihre Spur durch den Detektorstapel eine grobe Richtungsabschätzung des einfallenden Gammaphotons auf ein paar Grad genau ermöglicht.

### Gammaastronomie am Erdboden

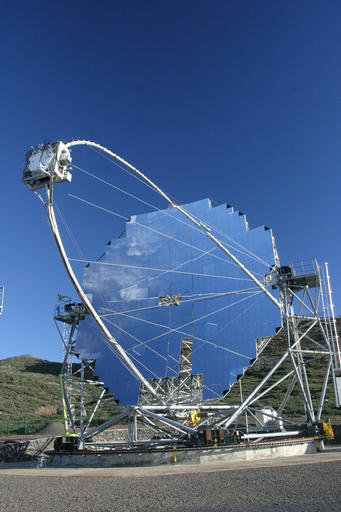
MAGIC, Tscherenkow-Teleskop auf La Palma; Bild: MAGIC-Kollaboration

Mit bildgebenden Tscherenkow-Teleskopen ist es seit Anfang der 2000er Jahre möglich, Gammastrahlen indirekt vom Erdboden aus zu beobachten, indem man die Wechselwirkung der kosmischen Gammastrahlung mit der Erdatmosphäre beobachtet. Hierbei entstehen beim Zusammenprall der Gammaphotonen mit den Molekülen der Hochatmosphäre Sekundärteilchenschauer, welche wiederum beim Flug durch die Atmosphäre Tscherenkow-Licht aussenden. Der dadurch in Flugrichtung der Teilchen entstehende (d. h. auf den Erdboden gerichtete), kegelförmige Lichtblitz kann mit Tscherenkow-Teleskopen gemessen werden.

## Geschichte

### Anfänge
Auch wenn schon in den 1940er und 1950er Jahren vermutet wurde, dass es Gammastrahlen im Weltraum geben könnte, so konnte doch erst der Satellit Explorer 11 (gestartet am 27. April 1961), der nur für diesen Zweck gebaut wurde, Gammastrahlen entdecken. Während seiner 4 Monate langen Mission entdeckte er 22 Gammastrahlenereignisse.

### Gammasatelliten
Explorer 11 war der erste einer Reihe von Satelliten, die von nun an regelmäßig im Orbit Gammastrahlen beobachten:
- OSO-3 entdeckte 1967 Gammastrahlen-Quellen entlang unserer Galaxie, der Milchstraße, die sich um den Halo konzentrierten.
- Die Vela-Satelliten, eigentlich amerikanische Spionagesatelliten, die Atomwaffentests aufspüren sollten, entdeckten zwischen Juli 1969 und April 1979 zum ersten Mal die sogenannten Gammablitze.
- SAS-2 (NASA) und COS-B (ESA) konnten in den 1970er Jahren erstmals detaillierte Karten über das Gammaspektrum im Weltraum liefern.
- CGRO, ein 17-Tonnen-Satellit der Superlative, lieferte in den 1990er Jahren enorme Datenmengen über Gammastrahlenquellen und erweiterte unser Wissen in diesem Bereich enorm. Er musste jedoch 2000 zum Absturz gebracht werden.
- INTEGRAL, ein Satellit mit noch genauerer Auflösung, den die ESA am 17. Oktober 2002 in den Orbit gebracht hat.
- Fermi Gamma-ray Space Telescope, ein Weitwinkel-Gammastrahlen-Weltraum-Teleskop (vormaliger Name Gamma-ray Large Area Space Telescope, GLAST) wurde am 11. Juni 2008 in den Orbit gebracht.

### Gammateleskope am Erdboden

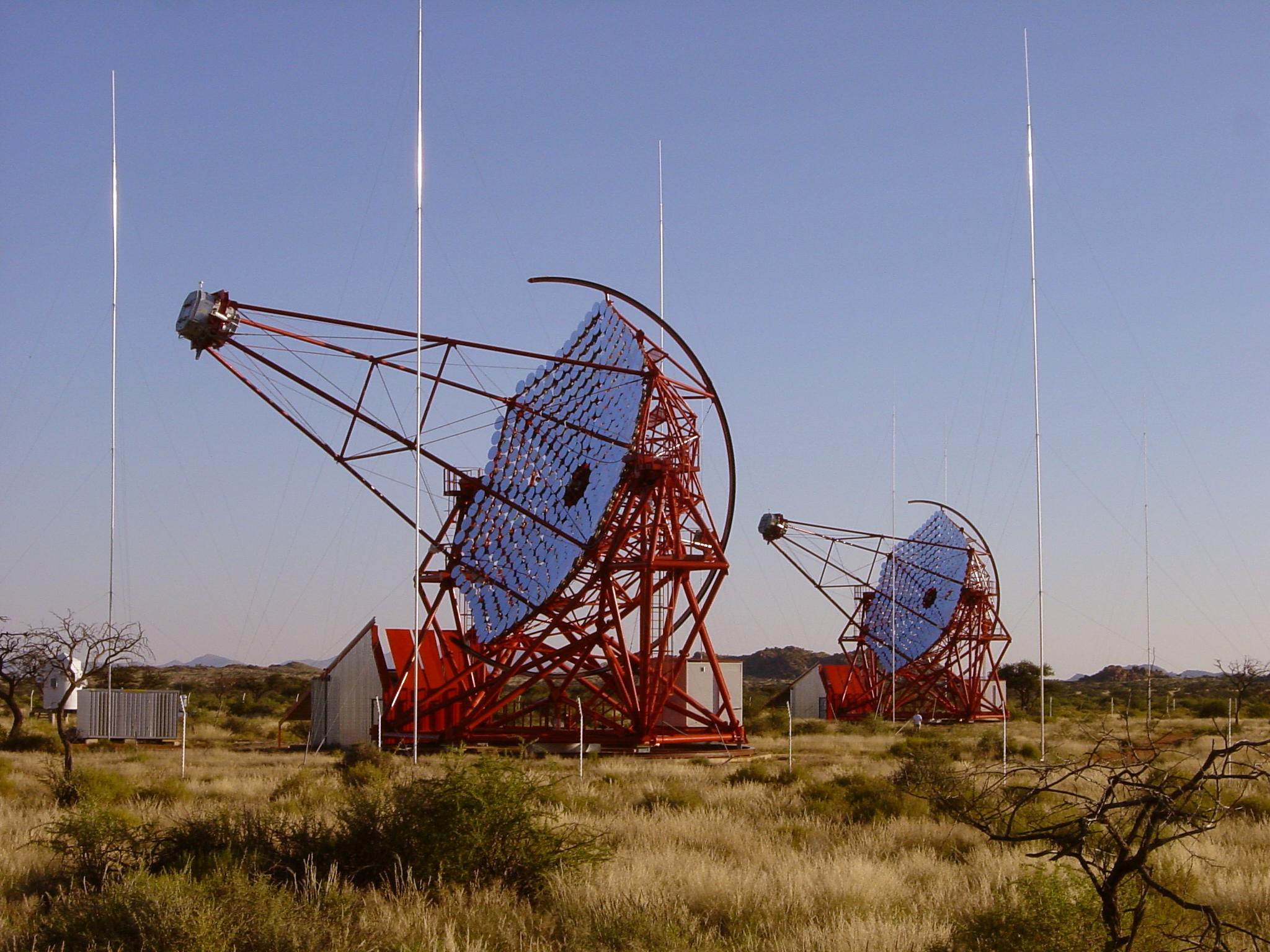
Zwei Teleskope des HESS-Teleskop-Arrays

Bei der erdgebundenen Beobachtung von Gammastrahlen sind, nach einer Reihe von kleineren Versuchsprojekten, zwei wegweisende Projekte zu nennen, die sich im Betrieb befinden:
- H.E.S.S. (High Energy Stereoscopic System) in Namibia, welches aus 4 Einzelteleskopen mit einem Durchmesser von jeweils 13 Metern sowie einem Großteleskop mit 614 m² Spiegelfläche in der Mitte des quadratischen Arrays besteht. Die Spiegel der einzelnen Teleskope bestehen wiederum aus 400 runden (60 cm Durchmesser) bzw. 875 sechseckigen (90 cm Kante zu Kante) Segmenten.
- MAGIC (Major Atmospheric Gamma-Ray Imaging Cherenkov Telescope) auf La Palma, Kanarische Inseln. Das Teleskop hat einen 17 Meter großen Segmentspiegel aus 1000 einzelnen Aluminiumplatten und kann aufgrund seiner Beweglichkeit insbesondere zur Beobachtung der kurzlebigen Gammablitze benutzt werden. Es ist Nachfolger des HEGRA Atmospheric Cherenkov Telescope System an gleicher Stelle.

## Forschungsobjekte der Gammaastronomie

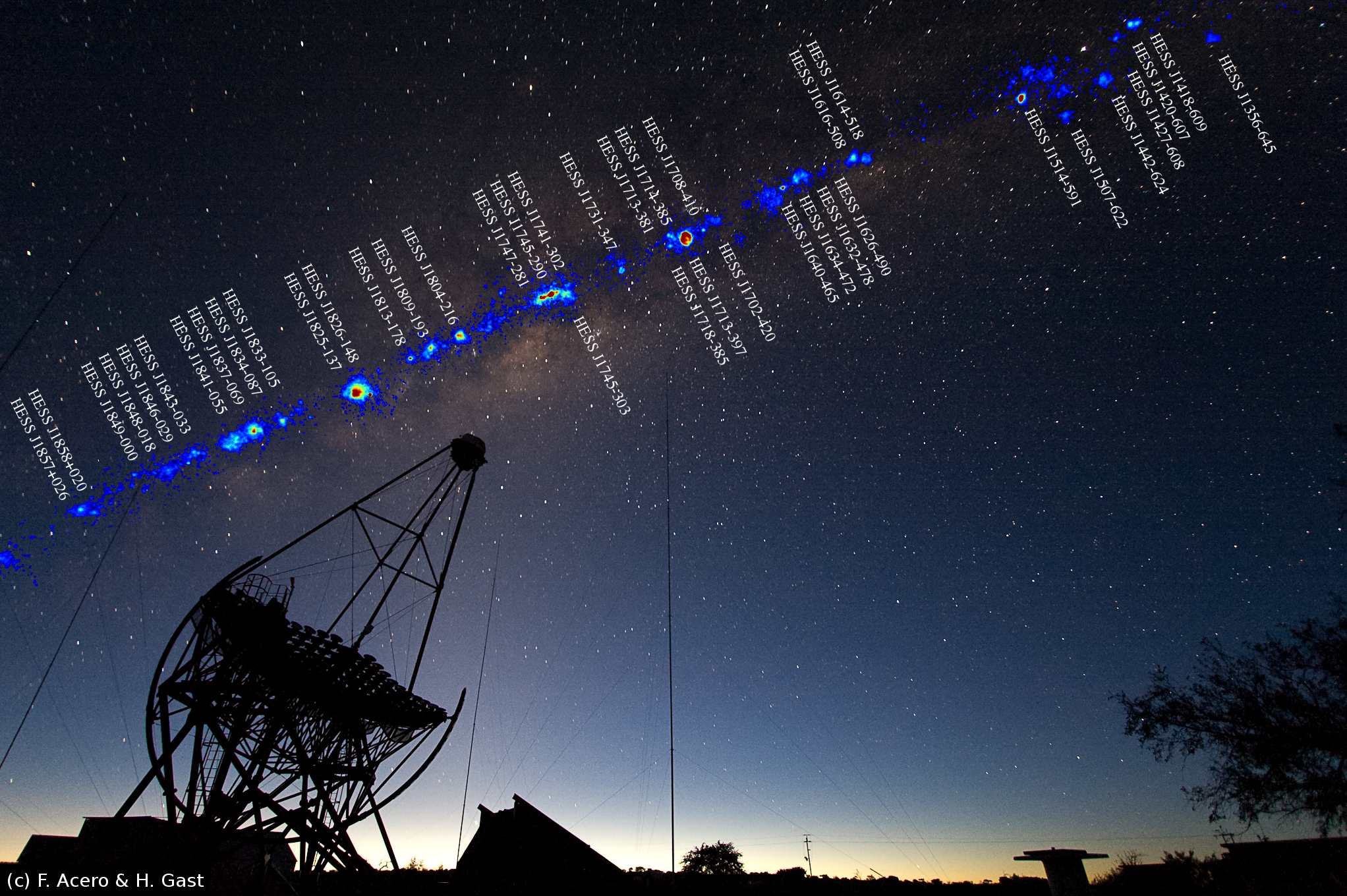
Durch H.E.S.S. gefundene Gammastrahlungsquellen (Montage)

Aufgrund der bereits erwähnten hohen Energie der Gammastrahlung (über 105 eV im Vergleich zu Licht mit ~1,5..3 eV) müssen auch die Entstehungsmechanismen dieser Strahlung ganz andere als die des Lichts sein. In der Mehrzahl sind dies dramatische Explosionen und Kollisionen im Weltall:
- Gammablitze, welche wenige Sekunden lang andauern und für diese Zeit alle anderen Gammaquellen im Universum überstrahlen. Sie sind nach neuesten Theorien in den meisten Fällen eine besondere Form der Supernovaexplosion eines massereichen Sterns am Ende seines Lebens.
- Überreste von Supernovaexplosionen, wie Neutronensterne und Schwarze Löcher senden beim Einfang von Materie ebenfalls Gammastrahlung aus (bei Schwarzen Löchern wird diese Strahlung auch der Todesschrei der Materie genannt, da es das letzte ist, was man von ihr sieht).
- Stoßwellen in den abgestoßenen Gashüllen von Sternexplosionen, die auftreten, wenn das mit nahezu Lichtgeschwindigkeit expandierende Gas auf langsameres Gas prallt.
- Heiße Gaswolken, die durch verschiedene Prozesse beständig angeregt werden. Bspw. intergalaktisches Gas in Galaxienhaufen.
- Aktive Galaxien, also Galaxien, in denen viel Energie umgesetzt wird. Darunter fallen Starburstgalaxien (extrem hohe Sternentstehungsrate, vor allem durch Galaxienkollisionen hervorgerufen), Aktive galaktische Kerne (der Zentralbereich und insbesondere das zentrale Schwarze Loch sind extrem aktiv, also ein Quasar).
- Schließlich sucht man nach Spuren der Annihilation (paarweise Vernichtung) Dunkler Materie, um diese geheimnisvolle Materie, deren Wirken man über ihre Gravitationswirkung im Universum indirekt sehen kann, direkt nachweisen zu können und herauszufinden aus welchen Teilchen sie besteht.

Die höchste bisher beobachtete Photonenenergie von 16 TeV, beobachtet mit dem HEGRA-Teleskop, hatte ihre Quelle im Blazar Markarjan 501.